# Bachorza
Bachorza [pronunciación en polaco: /baˈxɔʐa/] es un pueblo en el distrito administrativo de Gmina Zakrzewo, dentro del Distrito de Aleksandrów, Voivodato de Cuyavia y Pomerania, en el centro de Polonia. Se encuentra a unos 4 kilómetros al sur de Zakrzewo, 16 kilómetros al sur de Aleksandrów Kujawski, y 34 kilómetros al sur de Toruń.